# Franz Altheim
Franz Altheim (n. 6 octombrie 1898, Frankfurt am Main — d. 17 octombrie 1976, Münster, Westfalia) a fost un istoric și filolog protestant german.
După terminarea studiilor universitare de istorie clasică, Franz Altheim a avut o intensă activitate academică. Și-a început-o în anii '30 la universitatea din Frankfurt pe Main, la secția de filologie clasică. În 1938 s-a mutat la Halle, unde în 1943 a devenit profesor universitar titular de catedră. În perioada regimului nazist, Franz Altheim a avut relații cu conducerea nazistă, a fost membru în SA în 1933-1936 și a întreprins călătorii de cercetare finanțate de SS Ahnenerbe (Forschungsgemeinschaft Deutsches Ahnenerbe e. V.), o asociație de intelectuali germani pentru studiul originii germanilor pe criterii pseudoștiințifice și pentru demonstrarea superiorității „rasei ariene”. Asociația era susținută de Himmler. În 1944, Altmann a fost decorat de regimul nazist pentru „Merite de război - clasa II-a”.
Între 1948-1950, Altmann a fost profesor de istorie antică  la universitatea din Halle. În 1949, s-a mutat în Berlinul de Vest, unde predat la Universitatea Liberă (Freie Universität)  Berlin în perioada 1950 - 1965, când s-a retras. A decedat la 17 octombrie 1976 în orașul Münster.